# Покровский, Анатолий Владимирович
Анато́лий Влади́мирович Покро́вский (21 ноября 1930, Минск — 2 июня 2022) — советский и российский хирург, специалист и новатор в области сосудистой хирургии и ангиологии, доктор медицинских наук (1967), профессор (1968).
Академик РАМН (1997; член-корреспондент РАМН с 1982). Академик РАН (2013). Лауреат Государственной премии СССР (1975), Государственной премии РФ (2002) и премии Правительства РФ (2004).
Президент Российского Общества ангиологов и сосудистых хирургов до 2019, Президент Европейского Общества по сосудистой хирургии (2000), руководитель отделения хирургии сосудов Института хирургии имени А. В. Вишневского, заведующий кафедрой клинической ангиологии и сосудистой хирургии Российской медицинской академии последипломного образования.

## Биография
Родился в семье врачей. Окончив 2-й Московский медицинский институт имени Н.И. Пирогова, в 1953 году проходил интернатуру в клинике академика Б. В. Петровского. Работал на кафедре топографической анатомии и сосудистой хирургии 2-го МГМИ под руководством Г. Е. Островерхова. Занимался исследованием проблемы адекватного анестезиологического обеспечения операций на сердце, которые завершились защитой кандидатской диссертации в 1958 году.
В 1959 году перешёл на работу в только что созданный Институт грудной хирургии АМН СССР, в отделение приобретенных пороков сердца (с 1961 года — Институт сердечно-сосудистой хирургии). В 1964 году стал руководителем отделения хирургии магистральных сосудов Института сердечно-сосудистой хирургии им. А. Н. Бакулева, которое и возглавлял в течение последующих 20 лет. В 1966 году защитил докторскую диссертацию «Хирургическое лечение коарктации аорты». В 1968 году был утверждён в звании профессора по специальности 14.00.27 — хирургия. В 1982 году был избран членом-корреспондентом Академии медицинских наук СССР.
В конце 1983 года с группой ближайших учеников перешёл на работу в Институт хирургии им. А. В. Вишневского АМН СССР в качестве руководителя крупнейшего в стране отделения хирургии сосудов. В 1986 году был избран по конкурсу заведующим кафедрой клинической ангиологии и сосудистой хирургии ЦОЛИУВ. В 1997 г. избран действительным членом Российской академии медицинских наук.
Скончался 2 июня 2022 года. Похоронен в Москве на Даниловском кладбище (участок 39).

## Награды
Лауреат Государственной премии СССР (1975), премии имени А. Н. Бакулева (2001), Государственной премии Российской Федерации (2002), премии Правительства Российской Федерации в области науки и техники (2004).
Почётный член Американского Общества по сосудистой хирургии.
Кавалер орденов:
- Орден «За заслуги перед Отечеством» IV степени (2000) — за заслуги перед государством, большой вклад в развитие здравоохранения и многолетнюю добросовестную работу[7]
- Орден «За заслуги перед Отечеством» III степени (2005) — за большой вклад в развитие здравоохранения, медицинской науки и многолетнюю добросовестную работу[8]
- Орден «За заслуги перед Отечеством» II степени (2020) — за большой вклад в развитие здравоохранения, медицинской науки и многолетнюю добросовестную работу[9]